# Население на Кения
Населението на Кения според последното преброяване от 2009 г. е 38 610 097 души.

## Численост
Численост на населението според преброяванията през годините:
| Година | Численост  |
| 1979   | 15 327 061 |
| 1989   | 21 443 636 |
| 1999   | 28 686 607 |
| 2009   | 38 610 097 |

## Възрастова сткруктура
(2006)
- 0-14 години: 42,6 % (мъжe 7 454 765/ жени 7 322 130)
- 15-64 години: 55,1 % (мъже 9 631 488/ жени 9 508 068)
- над 65 години: 2,3 % (мъже 359 354/ жени 432 012)

(2010)
- 0-14 години: 42,3 % (мъжe 8 300 393/ жени 8 181 898)
- 15-64 години: 55,1 % (мъже 10 784 119/ жени 10 702 999)
- над 65 години: 2,6 % (мъже 470 218/ жени 563 145)

## Коефициент на плодовитост
- 2006-4.91
- 2010-4.38

## Езици
Официални езици в Кения са английския и суахили. Голяма част от населението говори и на местни диалекти.

## Религия
По-голямата част от населението на Кения са християни. От тях 45% се определят като протестанти и 33% католици, около 10,2% православни, както и определен процент местни християнски църкви. Съществуват и големи малцинства с други религии. Има около 500 000 хиндуисти, които са се интегрирали много добре в страната и играят голяма роля за нейната икономика. Около 10% са мюсюлманите в страната, а 10% са с неопределена вяра. Въпреки това процента на изповядващите исляма варира много и не може да се определи точно. Около 60% от мюсюлманите живеят в крайбрежните райони, като често са около 50% от цялото население там. В останалите части стига до 10%.